# Vliegende vluchtelingen
Vliegende vluchtelingen is een hoorspel van James Follett. Those Daring Young Men was het tweede deel van de serie The War Behind The Wire en werd door de BBC uitgezonden op 15 september 1977. Het werd vertaald door Han Visserman en de AVRO zond het uit op woensdag 22 oktober 1986, als tweede deel van de serie Oorlog achter prikkeldraad. De regisseur was Hero Muller. Het hoorspel duurde 50 minuten.

## Rolbezetting
- Hugo Haenen (Harry Wappler)
- Huub Stapel (Heinz Schnabel)
- Fred Vaassen (een ondervrager & een officier van dienst)
- Paul van der Lek (de commandant & een garagehouder)
- Bart Römer (Alan Graydon & een tweede bewaker)
- Thera van Homeijer (een meisje)
- Marcel Maas (John & een jongeman)
- Frans Koppers (O'Hara)
- Hans Veerman (een verteller)

## Inhoud
September 1940, de maand tijdens de “Battle of Britain” toen de Luftwaffe van Hermann Göring duizend vliegtuigen verloor en de RAF 335. Twee Duitse officiers van de Luftwaffe, die in die maand gevangen werden genomen, zouden de Britten later nog een vliegtuig kosten en de training van nieuwe vliegtuigbemanningen ernstig ontwrichten door wat een van de meest gedurfde ontsnappingen zou worden…